# Hanne Gråhns

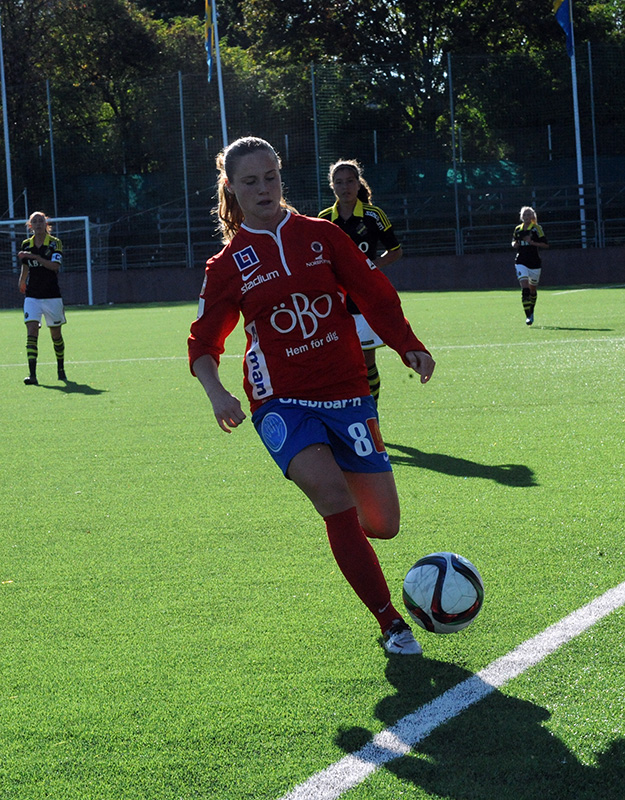
Hanne Gråhns 2015

Hanne Gråhns, född 29 augusti 1992 i Hedemora, är en svensk fotbollsspelare som spelar i Ramdala IF sedan 2022. Gråhns är född i Hedemora och hennes moderklubb är IFK Hedemora. Andra seniorklubbar Gråhns har spelat i är Smedby AIS och IFK Norrköping. Med Linköping FC spelade Gråhns sin första säsong i Damallsvenskan 2011. 2015 och 2016 spelade hon med KIF Örebro DFF i Damallsvenskan där hon under säsongen 2015 gjorde 2 mål.
Inför Olympiska spelen i Rio 2016 var Gråhns reserv i truppen. Detta trots att hon sedan innan aldrig spelat en A-landskamp utan bara suttit på bänken en match. Hanne Gråhns har därmed ett OS-silver.
November 2015 var Gråhns med på landslagets träningsläger.
2014 spelade Gråhns i Elitettan för Kvarnsveden. Vintern 2015 fick hon sitt allsvenska kontrakt. Första säsongen spelade Gråhns även i Uefa Women's Champions League då KIF Örebro DFF kvalificerade sig till spel.
Gråhns position var tidigare back i KIF Örebro DFF, men sedan 2018 spelar Hanne yttermittfältare.